# Коба Надія
Наді́я Коба́ (нар. 1995) — українська плавчиня; майстер спорту України міжнародного класу; чемпіонка Європи.

## З життєпису
Народилась 1995 року в місті Луганськ. 2010 на юніорському чемпіонаті світу в Гельсинкі здобула 2 золоті нагороди.
На Чемпіонаті Європи з водних видів спорту серед юніорів в Белграді здобула 3 бронзові нагороди на дистанції 50 метрів вільним стилем.
Учасниця Чемпіонату Європи з плавання на короткій воді-2010 і -2011 Учасниця Літньої укніверсіади-2013.
П'ятиразова переможниця чемпіонату України з плавання на короткій воді.
Рекордсменка України.. Надалі — тренер.